# Benjamín Rivadeneira

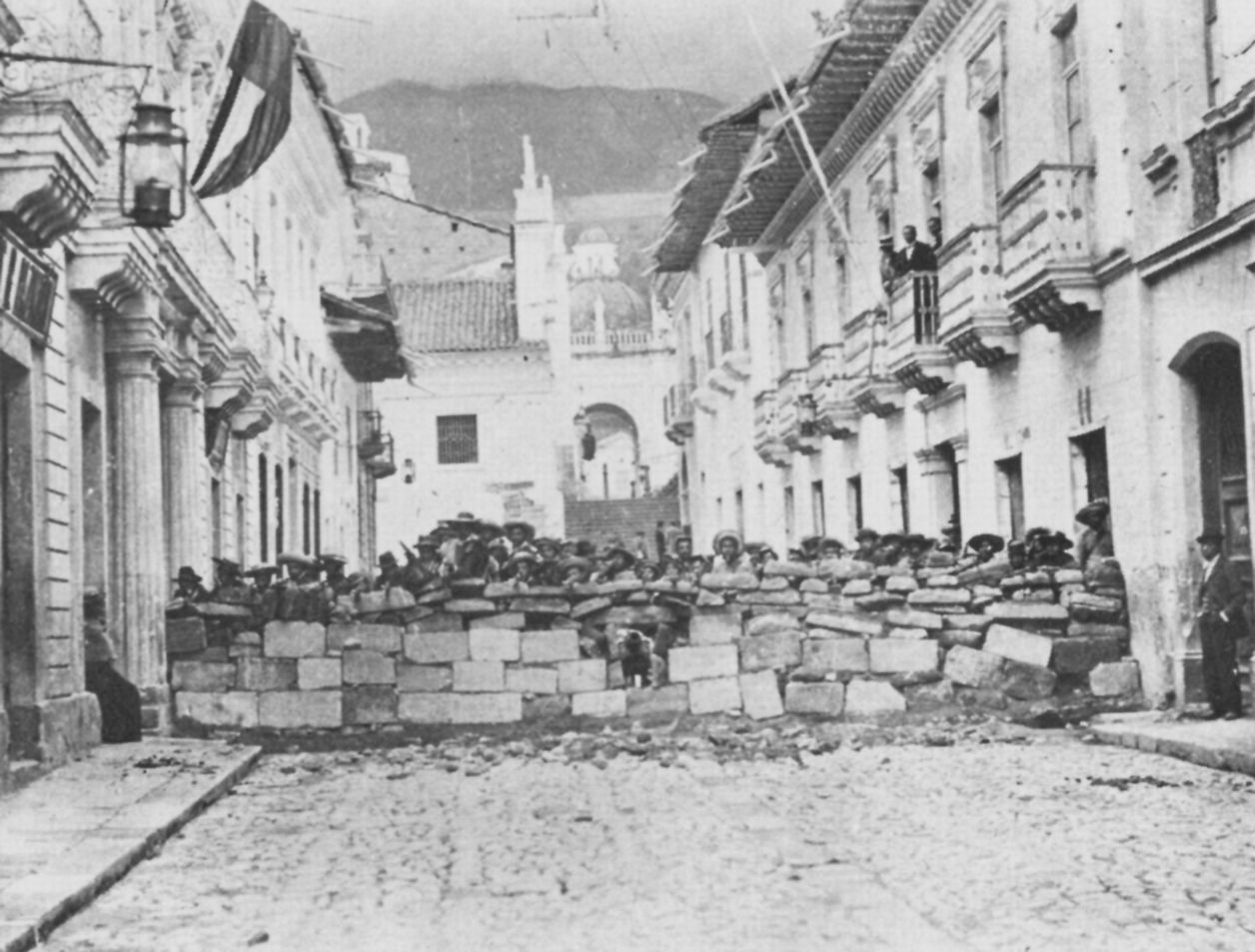
Barricada en la calle Espejo en Quito durante una revuelta en 1883

Benjamín Rivadeneira (Quito 1855-1936) fue un fotógrafo ecuatoriano del siglo XIX. Su hijo fue también fotógrafo Carlos Rivadeneira Cruz

## Biografía
Benjamín Rivadeneira Guerra nació en Quito en 1855, hijo de Manuel Antonio Rivadeneira quien era tipógrafo y había logrado publicar los periódicos El Pueblo, La Paz y la Defensa. Una hermana mayor, Emilia Rivadeneira Valencia (1839-1916) se destacó como buriladora y grabadora por lo que fue contratada para hacer las planchas de los primeros sellos postales y de algunas monedas. Fue bautizado en Quito en la Parroquia de San Roque el 11 de enero de 1855 y fue criado por sus tíos Luis Rivadeneira y Natividad Guerra. 
Fue un personaje de gusto exquisito y dedicado al cultivo de las artes entre ellas la música, la escultura y la pintura. No es casualidad que una de sus hijas, Felisa Rivadeneira fuese compositora musical. Antes de la fotografía su actividad laboral era comercial que la realizó mediante una sociedad con el francés Luciano Laffite comerciante francés con quien estableció un almacén de ventas de productos importados y bisutería en los bajo de la casa presidencial. Por medio de su negocio hizo un pedido de una cámara de fotos y con ella inició un proceso que cambiaría su destino. 
Al conocer los vecinos de la ciudad que Benjamín Rivadeneira tomaba fotografías comenzó a ser solicitado para hacer fotos de retratos o de eventos: bautizos, matrimonios, celebraciones religiosas, etc. Inicialmente lo hizo atendiendo pedidos de familiares y amigos cercanos. Benjamín al ver la demanda se interesó más por la fotografía que por el negocio del que terminó separándose y concentrándose a sus 35 años en esta nueva actividad asociándose con el fotógrafo Till. Ocupó un local en el que habían trabajado anteriormente 2 conocidos fotógrafos: Enrique Morgan y Fernando Calisto. Finalmente compró una casa en la que instaló su gabinete. Allí se consolidó como uno de los más famosos fotógrafos de la época y trabajó junto con sus hijos que adoptaron esta profesión. El último de ellos, Carlos Rivadeneira Cruz, se perfeccionó en los estudios Underwood & Underwood en Nueva York y continuó la tradición fotográfica de su padre. Falleció a los 83 años el 18 de noviembre de 1936.

## Obra
En su obra hay que considerar cuatro aspectos: los retratos, la ciudad, el movimiento social y político y la iluminación. 
Los retratos son ricos en decorados tanto en el fondo como en los muebles en los que se apoyan las mujeres y los hombres con distinciones específicas para cada sexo. Existe un uso adecuado de la luz para dar volumen y profundidad. Frente a su cámara desfilaron personajes importantes del Ecuador entre los que se incluyen presidentes de distintas concepciones políticas, ministros, académicos entre otros. Esto refleja la fama que adquirió su estudio fotográfico.
Benjamín había fotografiado varios sectores de la ciudad de Quito.  Esta labor se multiplicó cuando se produjo una demanda inusitada el momento que el Ecuador decidió participar en la Exposición Universal Colombina, celebrada en Chicago en 1893. El objetivo de este evento era demostrar los avances logrados por los países de América luego de la independencia y el fin del colonialismo. Para ello se elaboró lo que se conoce como el catálogo El Ecuador en Chicago ricamente ilustrado con fotos captadas por Rivadeneira y varios colegas del país entre los cuales están Báscones, Till, Neumane, Salvatierra, Menendes, Noboa, Albuja, Borja, Ubilla, Kitt & A. Benjamín había sido seleccionado por el Municipio de Quito y una de sus fotos obtuvo el reconocimiento y un premio del propio municipio. 
No estuvo ajeno a la realidad política del Ecuador y a los movimientos sociales. Retrató varias manifestaciones e incluso algunos combates en la ciudad. Una de estas fotografías ha sido difundida universalmente y se la puede observar en esta página. 
El otro aspecto en el que obtuvo gran reconocimiento fue en el uso de la técnica de la iluminación. Con ella se lograba dar color a las fotos. Esto era importante en esta época de transición entre la pintura , que había sido el ideal estético de los retratos y la fotografía que captaba una realidad en blanco y negro.
Existen varias colecciones de sus fotos. En la más importante se conservan 1000 placas fotográficas de vidrio

## Distinciones
1891 Medalla de oro en la Exposición Nacional del Ecuador.
1892 Medalla de oro, premio al mérito concedida por el Concejo Municipal.
1900  Medalla de bronce obtenida en la Exposición  Universal de París.
Una de sus fotos ha sido considerada entre las 5.000 obras maestras de la fotografía. www.zeno.org/Fotografien/A/Rivadeneira,+Benjamin Fotografien von Benjamin Rivadeneira aus der Sammlung »5.000 Meisterwerke.  (enlace roto disponible en Internet Archive; véase el historial, la primera versión y la última).